# 2017年ロンドンテロ事件
この記事では、2017年3月22日にロンドン・シティ・オブ・ウェストミンスターの、ウェストミンスター橋・ウェストミンスター宮殿敷地内で発生したテロ事件を扱う。実行犯はイギリス・ケント出身の52歳ハリド（カーリド）・マスード（英: Khalid Masood）である。被疑者はウェストミンスター橋上で自動車を暴走させて2人を殺害した後、車を捨てて宮殿敷地内へと侵入し、その後非武装の警官を刺殺して、構内で別の警察官によって射殺された。ウェストミンスター宮殿構内で起こったテロ事件としては1979年のエアリー・ニーヴ殺害以来のことであり、ロンドンで起こったテロ事件としては2015年にレイトンストーン駅で精神疾患患者が起こした刺傷事件 (2015 Leytonstone tube station attack) 以来のことだった。またこの事件は、ブリュッセル連続テロ事件から丁度1年の日に発生している。

## 襲撃

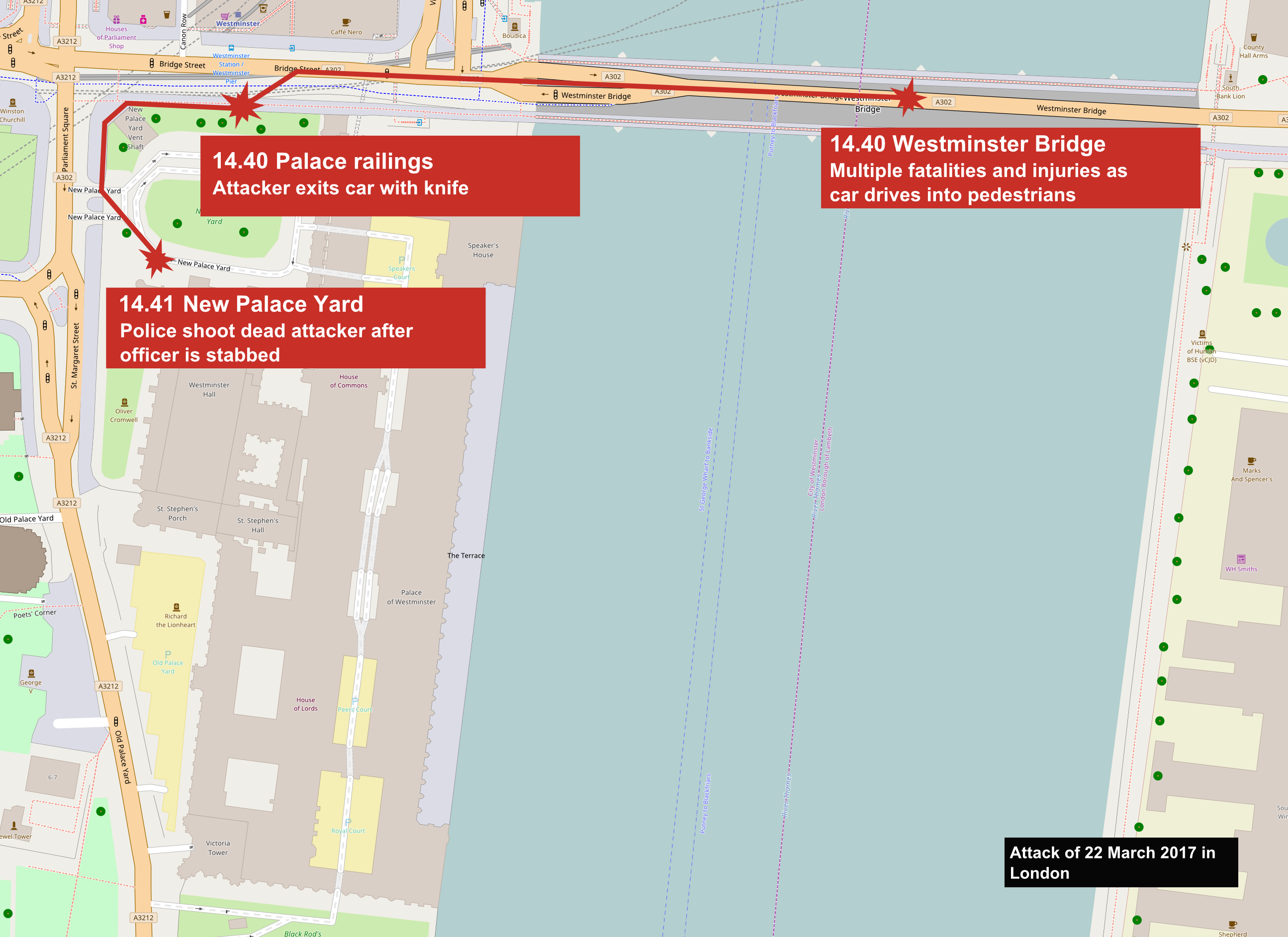
実行犯による襲撃の様子

2017年3月22日14時40分頃 (UTC) 、グレーのヒュンダイ製自動車が、ウェストミンスター橋南側の歩道を歩く歩行者（警察官3人を含む）へ突っ込み、複数の死傷者を出した。自動車は事件の数日前にバーミンガムのエンタープライズ・レンタカーで借りられたものだった。また被害女性のひとりが橋の手すりを越えてテムズ川に転落し、後に救助されたものの重態となった。犯人は運転を続け、ウェストミンスター宮殿（国会議事堂）敷地外の柵に衝突して停止した。
犯人は黒い服を着ており、事故の後自動車を出てニュー・パレス・ヤード近くの土地に侵入して、居合わせたキース・パーマー巡査を刺殺した。その後犯人は私服警官2名によって複数回射撃された。犯人には救命処置が行われたが、銃撃の傷が元で死亡した。パーマー巡査の救命には、救急隊に加えて、居合わせた保守党・中東・アフリカ担当外務次官のトバイアス・エルウッド庶民院議員が尽力したが、この処置の甲斐無く巡査は死亡した。

## 事件後
イギリスのテロ警戒レベル (UK Threat Levels) は、5段階で2番目に高い「深刻」 ("Severe") が維持されたが、事件に伴って警戒レベルが引き上げられることは無かった。
事件の直後、現場には追加の武装警官が駆けつけ、ロンドン・エア・アンビュランス（ロンドンHEMS）のドクターヘリも急行した。イギリス首相のテリーザ・メイは事件当時議事堂内にいたが、すぐに車でダウニング街10番地の首相官邸へ避難した。国会の議事進行は一時中断され、議員たちは警戒のため庶民院の議場 (Commons debating chamber) に閉じこもった。また、取材に来ていたジャーナリストや、遠足で訪れていた子どもたちなど、議事堂への訪問者全員に建物内に留まるよう指示が出た。一部は後に隣接するウェストミンスター寺院へ避難誘導された。スコットランド議会・ウェールズ議会も、22日午後の議事を中止した。
事件に伴って、緊急のCOBRA会議が招集された。メイ首相は、COBRA会議終了後、官邸前でテロへ屈しない姿勢を示す演説を行った。
事件は、2005年7月のロンドン同時爆破事件以来初めてロンドンで起こった大規模テロ事件となったほか、ウェストミンスター宮殿構内で起こったテロ事件としては1979年のエアリー・ニーヴ殺害以来となった。

## 被害者・犠牲者
| 国籍           | 死亡 | 負傷 |
| -------------- | ---- | ---- |
| イギリス       | 4*   | 12   |
| アメリカ合衆国 | 1    | 1    |
| オーストラリア | 0    | 1    |
| 中国           | 0    | 1    |
| フランス       | 0    | 3    |
| ギリシャ       | 0    | 2    |
| イタリア       | 0    | 2    |
| アイルランド   | 0    | 1    |
| ポーランド     | 0    | 1    |
| ポルトガル     | 0    | 1    |
| ルーマニア     | 1    | 1    |
| 韓国           | 0    | 5    |
| 国籍不明       | 0    | 8    |
| 総数           | 6*   | ~40  |
| *実行犯を含む  |      |      |

事件では、実行犯も含め6人が死亡し、少なくとも40人が負傷して、うち数名は重傷・重態となっている。死亡した6人のうち4人はイギリス国籍であった（実行犯の男を含む）。犠牲となったイギリス人女性のエイシャ・フレイド（英: Aysha Frade）は、子どもを学校に迎えに行くため橋を歩いていたと考えられているが、ここに実行犯の車が突っ込んで殺害された。アメリカからの観光客だったカート・コクラン（英: Kurt Cochran）も、車にはねられて死亡したが、コクランは妻との結婚25周年を記念してイギリスを訪れていた。犯人に刺殺されたキース・パーマー巡査（48歳）は、国会警備 (Parliamentary and Diplomatic Protection) に当たる非武装の警官 (en) だった。パーマーはロンドン警視庁に勤続15年の警官であった。3月23日には、手当を受けていた75歳の男性が病院で死亡し4人目の犠牲者となったが、この男性は南ロンドン・ストレタムのレズリー・ローズ（英: Leslie Rhodes）で、ウェストミンスター橋で暴走した車にはねられて死亡したことが分かった。
12人が重傷を負い、うち数人は脊損など中枢神経系の症状を含む "Catastrophic injury" (en) であると発表されている。また、ほかにも8人が、重傷まで行かないものの負傷して手当を受けていると報じられた。民間人の負傷者は、ウェストミンスター橋を渡ってすぐのランベスにある聖トーマス病院、外傷センターを設置し重症患者も受け入れられるキングス・カレッジ病院、セント・メアリー病院、ロイヤル・ロンドン・ホスピタル、チェルシー・アンド・ウェストミンスター病院へ搬送された。事件ではルーマニア人2人が負傷し、ひとりはテムズ川に転落して重態となったが、この女性が自ら飛び込んだのか襲撃に伴って転落したのかは分かっていない。この女性は、事件から2週間以上が経過した4月6日に死亡した。また、フランス・ブルターニュから来ていた15歳から16歳の学生たちも負傷した。負傷者の中には、表彰式から戻る途中だった警察官3人、ランカシャー・エッジ・ヒル大学の学生4人も含まれている。

## 実行犯
ロンドン警視庁は、実行犯をイギリス出身の52歳ハリド（カーリド）・マスード（英: Khalid Masood）と特定した。『デイリー・テレグラフ』紙は、彼の出生名がエイドリアン・エルムズ（英: Adrian Elms）であると報じた。地元メディアは、マスードがイスラム教に改宗した人物であること、また獄中でイスラム過激派に転じたことを伝えている。マスードはケント出身で、近年はバーミンガムなどを含むウェスト・ミッドランズに居住していたと考えられている。
初期の報告書には、襲撃犯が2人おり、ひとりは「髪の無い白人」（英: "bald white man"）、もうひとりは「あごひげの生えた黒人」（英: "black man with goatee beard"）だとされていたが、ロンドン警視庁副本部長代行で英国のテロ対策を統括するマーク・ロウリーは、襲撃は単独犯で行われたと発表した。襲撃の直後、イスラム過激派組織アル・グラバーのスポークスマンだったアブ・イザディーンが襲撃犯である、というデマがソーシャル・メディアで拡散されたが、彼は襲撃時英国で収監中であり誤報である。
マスードは結婚しており、3人の子どもがいた。警察は、マスードは以前保安局 (MI5) の監視を受けていたものの現在は監視対象ではなく、テロ攻撃の準備をしているという事前情報も無かったと発表している。彼は暴行事件などで複数回有罪判決を受けており、その中には凶悪傷害事件 (Grievous bodily harm; GBH) 、武器の不法所持、公共秩序を乱した罪などが含まれており、これらは1983年まで遡ることができる。しかし、この中にテロ事件を起こして有罪になったものはない。事件後銃撃を受けたマスードが救急隊に手当てされる様子を、複数のメディアが写真で報じている。
当局は、マスードが襲撃を起こした動機についてイスラム過激主義だと見ているが、内務大臣のアンバー・ラッドは、マスードがISILの影響を受けたという考えには否定的である。この一方で、事件の翌日である3月23日、ISIL系のアマク通信は、襲撃犯が「イスラム国の兵士で、連合国の市民を狙えとの呼びかけに応えて作戦を実行した」と発表し、関与を主張した。組織をオンラインで監視しているアナリストたちは、発表によりイラク・シリアでの撤退を誤魔化す意図があり、実行犯の生い立ちや襲撃の詳細について情報が無いことは、直接の関与が無いことを示唆していると発表している。

## 捜査
3月22日23時 (UTC) 、ウェスト・ミッドランズ警察はバーミンガムのフラットで立入捜査を実施した。翌23日朝までに、東ロンドンとバーミンガムで6件の家宅捜索が行われ、テロ攻撃の準備に関与した疑いで8人が拘束された。当局はさらに、ロンドン・ブライトン・カーマーゼンシャー（ウェールズ）で捜査を行っていることを発表した。

## 事件への反応
イングランドでテロ事件が発生したことに対し、国内外から衝撃と怒りの声が上がり、事件は自由、言論の自由、民主主義への攻撃だと見なされるようになった。

### イギリス国内

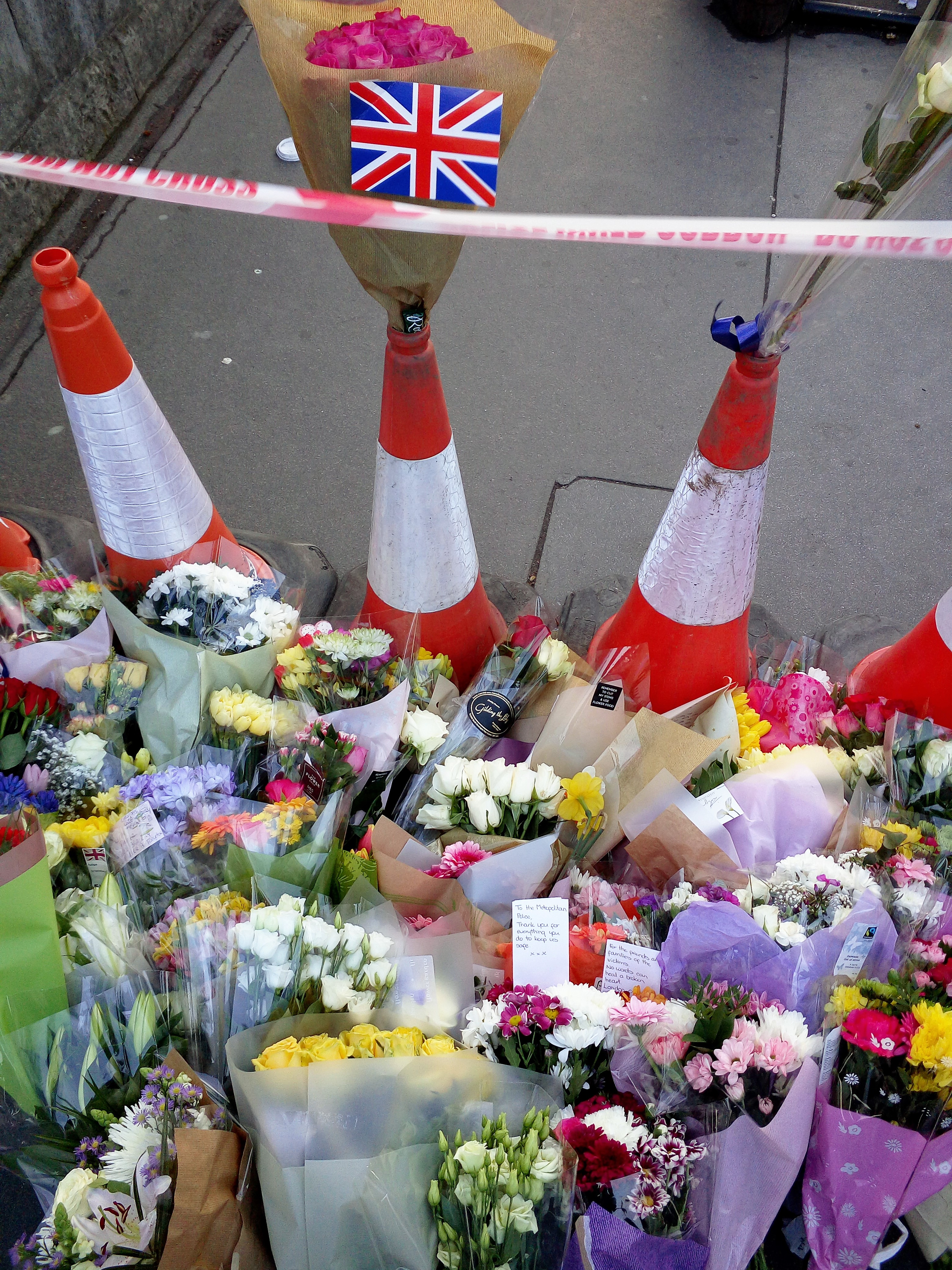
襲撃の翌日ウェストミンスター宮殿に手向けられた花

事件の後、庶民院・貴族院両院の報道官は、合同で声明を発表した。
「今日の午後、非常に重大な事件がウェストミンスター地区で起きました。ロンドン警視庁が対応し、事件の捜査に当たっています。両院の構成員を代表し、被害者の皆様全員とそのご家族にお見舞いを申し上げます。また、警察や全てのエマージェンシー・サービスに感謝を申し上げます」
両院の通常議事は、襲撃の翌日である3月23日に再開された。議事再会に先立ち、国会では犠牲者を悼んで1分間の黙祷が行われたほか、ロンドンのエマージェンシー・サービスでは、亡くなったパーマー巡査のカラー・ナンバーが933だったことに因み、午前9時33分に黙祷が行われた。
スコットランド議会は、事件がスコットランドの国会議員の貢献に対する攻撃だとして、実施が検討されているスコットランド独立住民投票 (Proposed second Scottish independence referendum) に関する議論を含め、この日の議事を一時中断した。この議事中断は、議員全員が賛成したものではなかった。
ロンドン市長のサディク・カーンは、「私たちの共有する生活のしかたを破壊しようとする、凶悪でねじ曲がった人間は、決して成功することはないだろうし、私たちは彼らを厳しく非難する。[中略]ロンドンは素晴らしい街で、様々なバックグラウンドを持った素敵な人々が数多く集う街だ。そして、ロンドン市民は不運に見舞われた時、いつでも力を合わせるのだ」と述べた
イギリス首相のテリーザ・メイは国会議員たちに対し、「昨日私たちの民主主義を黙らせようとテロ行為が行われたが、今日私たちは、これまでの世代がやってきたように、そしてこれからの世代がやるように、いつも通り集まってひとつのメッセージを表明しようとしている。それは、私たちは恐れることなどなく、テロに対する私たちの決意は揺るぎないものだということだ」と演説した。メイはこれに先立ち、前日のCOBRA会議終了時に、テロに屈しない姿勢を示した記者会見を行っている。
最大野党である労働党の党首ジェレミー・コービンは、襲撃について「残虐行為のアピールだ」（英: "an appalling atrocity"）と述べた。
殉職したパーマー巡査を讃え、彼の制服とショルダー・ナンバーの "4157u" は恒久的に欠番となるほか、チャールトン・アスレティックFCは、彼が購入していたザ・ヴァレーのシーズンシートは次回のホームゲームで空席となり、代わりにクラブのスカーフがかけられることを発表した。また、JustGivingでは、彼の家族に対し10万ポンドを寄付する基金が設定され、24時間経過する前に目標額を達成した。グループ "Muslims United for London" は、犠牲者やその家族を支援するため16,000ポンドを集め、「イギリスのムスリム・コミュニティは、この難局に立ち向かう人々と共にある」と発表した。

### 海外の反応
事件に対する衝撃のほかに、支援や結束、同情の声が複数の国の政府から寄せられ、国際連合安全保障理事会は事件の翌日3月23日の14時 (UTC) に合わせ1分間の黙祷を行った。欧州委員会委員長のジャン＝クロード・ユンケル、イスラム諸国で作るイスラム協力機構は今回の攻撃を強く非難した。
ISILを支持するソーシャル・メディアは、イギリスによるシリア・イラク空爆作戦であるオペレーション・シェイダーの報復としてこの事件を祝福している。ISIL系のメディアであるアマク通信は犯行声明を発表した（→#実行犯）。
フランス・パリでは、深夜0時に合わせ、事件の犠牲者を悼むためエッフェル塔のライトアップが消灯された。また、ドイツのブランデンブルク門や、イスラエル・テルアビブの市庁舎などが、イギリス国旗であるユニオン・ジャックの柄にライトアップされた。